# MOL Aréna Sóstó
El MOL Aréna Sóstó es un estadio de fútbol ubicado en la ciudad de Székesfehérvár, Hungría, y hogar del club de fútbol local MOL Vidi FC anteriormente llamado Videoton FC. El estadio fue inaugurado en 2018 con una capacidad para 14 200 personas y reemplazó al antiguo Sóstói Stadion demolido en 2016.
El estadio fue inaugurado el 21 de noviembre de 2018 con un partido entre MOL Vidi FC y el Újpest de Budapest por la sexta fecha de la Nemzeti Bajnokság I 2018-19, el partido finalizó con victoria 1-0 para el equipo local. El primer gol fue marcado por Roland Juhász en el minuto 58.

## Historia
El 12 de noviembre de 2014, el diseño del nuevo estadio se reveló en una rueda de prensa celebrada por László Vigh y András Cser-Palkovics, alcalde de Székesfehérvár. Anunciaron la construcción de tres nuevos sectores. El sector principal de tribunas se mantiene y se va a renovar. La reconstrucción comenzará en otoño de 2015. El final previsto de la construcción será el final de 2016. Durante la temporada 2015-16, el club jugará sus partidos en el Pancho Arena en Felcsút, en el condado de Fejér. El 18 de septiembre de 2015, se anunció que la demolición del estadio actual será en enero de 2016.
Tras varios retrasos y problemas de licencias, el 23 de noviembre de 2016 se inició oficialmente la construcción. La demolición del interior del sector de tribunas principal se completó hacia febrero de 2017. El hormigón de las partes demolidas del sector principal se reutilizó en la construcción de los nuevos sectores. Se concedió al Sóstó Konzorcium 14 meses para finalizar la construcción del estadio.
El 27 de marzo de 2017, se confirmó que la construcción del estadio se terminaría el 16 de enero de 2018. András Cser-Palkovics, alcalde de Székesfehérvár, dijo que debido a las severas condiciones climáticas durante el invierno, la construcción no podría terminarse dentro del plazo establecido. Róbert Varga, director de Strabag-Hungría, agregó que el nuevo estadio podrá albergar a 14 201 espectadores y que el estadio estará sobre una base de 10 199 metros cuadrados y el punto más alto del estadio será de 21,28 metros.
El 18 de agosto de 2017, se anunció que la plataforma principal también debería ser demolida debido a problemas estáticos. Originalmente, el nuevo estadio se habría construido alrededor del sector de tribunas principal. Debido a la reconstrucción del sector principal, la apertura del nuevo estadio se retrasará hasta junio de 2018.